# Garosmanzia
La garosmanzia era la divinazione degli effetti della luce delle candele attraverso dei vasi di vetro pieni d'acqua.

## Metodi
Si eseguiva ponendo dei vasi rotondi di vetro pieni di acqua limpida fra molte candele di cera accese. Dopo avere invocato i demoni e posto la domanda con voce sommessa, si faceva attentamente guardare la superficie di quei vasi da un giovinetto o da una giovane donna incinta e si leggeva la risposta interpretando alcune immagini delineate dalla rifrazione della luce nei vetri medesimi.
Alcuni indovini utilizzavano le proprie capacità di ventriloquio per emettere suoni senza muovere le labbra, in modo che si credeva di sentire una voce provenire dalle immagini. Anche per questo tipo di divinazione (che è proprio dell'engastrimanzia) si accendevano candele intorno ad alcuni vasi d'acqua limpida e si agitava l'acqua invocando uno spirito che non tardava a rispondere con una debole voce proveniente dal ventre dell'indovino.